# 라이언 홀린스

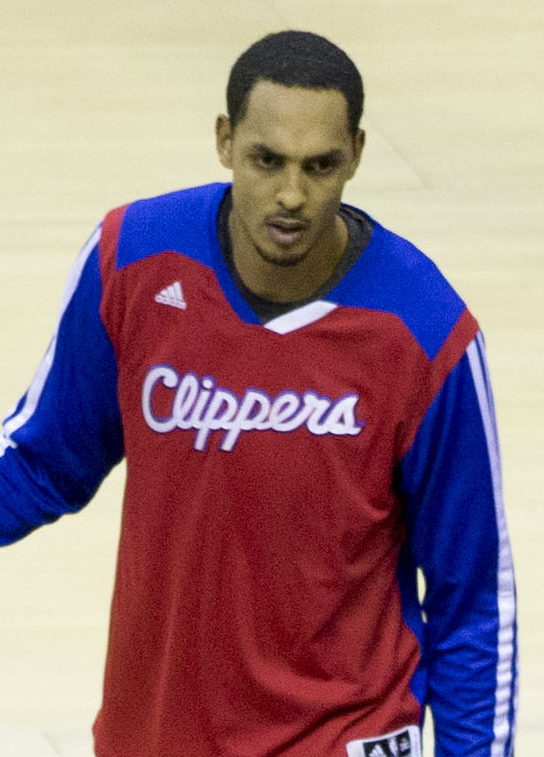

라이언 홀린스(Ryan Hollins, 본명: 라이언 켄우드 홀린스, Ryan Kenwood Hollins, 1984년 10월 10일 ~ )는 미국의 전직 프로 농구 선수이자 NBA(전미 농구 협회)의 휴스턴 로케츠(Houston Rockets) 해설자이다. UCLA 브루인스에서 대학 농구를 했다. 7피트(2.1m)의 센터 (농구)였으며 NBA에서 10시즌 동안 9개 팀에서 뛰었다. 경력을 끝내기 전에 유럽에서 잠시 뛰었다.
선수 생활을 마친 후 그는 방송 분야에서 일하면서 CBS의 게임 분석가, 로스앤젤레스 클리퍼스 게임의 스튜디오 분석가로 일했다. 그는 또한 ESPN의 분석가로 일했으며 스포츠센터 및 퍼스트 테이크를 포함한 다양한 프로그램에 출연했으며 지난 1년 동안 "The Opinionated 7-Footers" 팟캐스트를 공동 주최했다. AT&T 스포츠넷의 휴스턴 로케츠 방송팀에 컬러 해설자로 합류했다.

## 프로 경력
- NBA (2006-2016)
- 허벌라이프 그란 카나리아(2016~2017)
- 억실리움 토리노 (2017)
- 킬러 3(2018)
- 에일리언스 (2019)
- 쓰리즈 컴퍼니 (2021)
- 트리플리츠(2022~현재)